# John Russell, 4. Earl Russell
John Conrad Russell, 4. Earl Russell (* 16. November 1921; † 16. Dezember 1987) war ein britischer Adliger und Mitglied des House of Lords.

## Leben
John Russell wurde 1921 als Sohn des Philosophen und Mathematikers Bertrand Russell und dessen zweiter Frau Dora Russell geboren.
Am 28. August 1946 heiratete er Susan Doniphan Lindsay und adoptierte deren aus ihrer ersten Ehe stammende Tochter Felicity Anne Russell. Aus der Ehe mit Lindsay gingen zwei Töchter hervor. 1955 wurde die Ehe geschieden. 
1970 erbte John Russell den Titel seines Vaters und gehörte nun als Earl Russell dem House of Lords bis zu seinem Tod an. Da er 1987 ohne einen männlichen Nachkommen starb, ging sein Titel auf seinen Halbbruder, den Historiker Conrad Russell, über.